# Маунд-Сіті (Міссурі)
Маунд-Сіті (англ. Mound City) — місто (англ. city) в США, в окрузі Голт штату Міссурі. Населення — 1004 особи (2020).

## Географія
Маунд-Сіті розташований за координатами 40°8′11″ пн. ш. 95°14′2″ зх. д. / 40.13639° пн. ш. 95.23389° зх. д. (40.136526, -95.233979).  За даними Бюро перепису населення США в 2010 році місто мало площу 3,34 км², уся площа — суходіл.

## Демографія
Згідно з переписом 2010 року, у місті мешкало 1159 осіб у 514 домогосподарствах у складі 317 родин. Густота населення становила 347 осіб/км².  Було 598 помешкань (179/км²).
Расовий склад населення:
| - 96,1 % — білих - 2,4 % — корінних американців - 0,7 % — азіатів - 0,2 % — чорних або афроамериканців |

До двох чи більше рас належало 0,6 %. Частка іспаномовних становила 1,1 % від усіх жителів.
За віковим діапазоном населення розподілялося таким чином: 20,0 % — особи молодші 18 років, 54,5 % — особи у віці 18—64 років, 25,5 % — особи у віці 65 років та старші. Медіана віку мешканця становила 46,3 року. На 100 осіб жіночої статі у місті припадало 86,3 чоловіків;  на 100 жінок у віці від 18 років та старших — 82,8 чоловіків також старших 18 років.
Середній дохід на одне домашнє господарство  становив 51 479 доларів США (медіана — 43 750), а середній дохід на одну сім'ю — 62 603 долари (медіана — 56 641). Медіана доходів становила 44 167 доларів для чоловіків та 32 847 доларів для жінок. За межею бідності перебувало 12,6 % осіб, у тому числі 8,1 % дітей у віці до 18 років та 7,5 % осіб у віці 65 років та старших.
Цивільне працевлаштоване населення становило 582 особи. Основні галузі зайнятості: освіта, охорона здоров'я та соціальна допомога — 25,1 %, мистецтво, розваги та відпочинок — 19,4 %, виробництво — 12,2 %, сільське господарство, лісництво, риболовля — 8,6 %.